# Museumplein
Museumplein (dansk: Museumspladsen) er en plads i Amsterdam. Pladsen kaldes "Museumspladsen", fordi der ligger fire store museer omkring pladsen: Rijksmuseum, Van Gogh-museet, Stedelijk-museet og Diamant-museet i Amsterdam. Pladsen blev ombygget i 1999 af Sven-Ingvar Andersson. Den bruges bl.a. til begivenheder med mange mennesker som festivaler, fejringer og demonstrationer.

## Ombygningen
Pladsen blev ombygget i 1999. Den nye plads blev designet af den svensk/Danske landskabsarkitekt Sven-Ingvar Andersson. Designet inkluderer en underjordisk parkeringskælder og et underjordisk supermarked og en kunstig sø. Om vinteren kan søen blive omdannet til en skøjtebane.

## Bygninger omkring pladsen
- Concertgebouw
- Stedelijk-museet
- Van Gogh-museet
- Diamant-museet i Amsterdam
- Rijksmuseum
- USA's konsulat

52°21′26″N 4°52′55″Ø / 52.35722°N 4.88194°Ø